# Toxicocalamus
Toxicocalamus är ett släkte av ormar. Toxicocalamus ingår i familjen giftsnokar och underfamiljen havsormar.
Arterna är med en längd omkring 50 cm små till medelstora ormar och enskilda exemplar blir nästan en meter långa. De förekommer på Nya Guinea och lever i låglandet. Habitatet varierar mellan regnskogar, gräsmarker och trädgårdar. Individerna gräver vanligen i lövskiktet eller i det översta jordlagret. De äter daggmaskar och andra mjuka ryggradslösa djur som kanske kompletteras med små grodor. Hos de arter som är mera kända lägger honor ägg. Ifall bettet är giftigt så antas det vara ofarligt för människor.
Arter enligt Catalogue of Life:
- Toxicocalamus buergersi
- Toxicocalamus grandis
- Toxicocalamus holopelturus
- Toxicocalamus longissimus
- Toxicocalamus loriae
- Toxicocalamus misimae
- Toxicocalamus preussi
- Toxicocalamus spilolepidotus
- Toxicocalamus stanleyanus

The Reptile Database listar ytterligare 6 arter:
- Toxicocalamus cratermontanus
- Toxicocalamus ernstmayri
- Toxicocalamus mintoni
- Toxicocalamus nigrescens
- Toxicocalamus pachysomus
- Toxicocalamus pumehanae